# Pierre Cournarie
Pierre Charles Cournarie (26 août 1895 - 29 septembre 1968) est un ancien administrateur colonial français, en poste au Cameroun français, en Afrique-Occidentale française (AOF), également compagnon de la Libération.

## Biographie

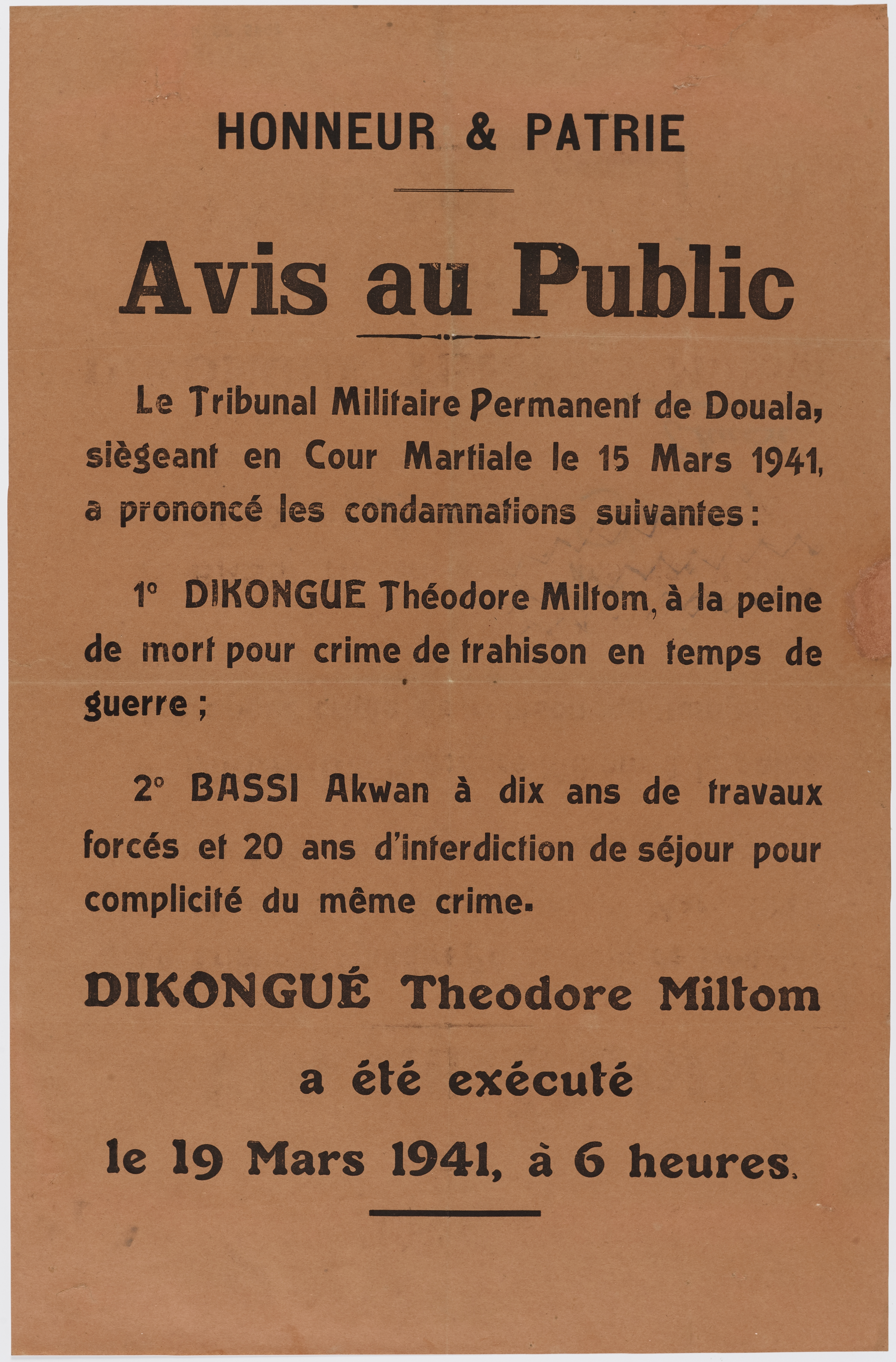
Affiche annonçant l’exécution d’un homme et la condamnation d’un autre.

Pierre Cournarie est né le 26 août 1895 à Terrasson (Dordogne).
À la déclaration de la guerre en août 1914, il signe un engagement volontaire et combat dans la cavalerie, au 16e régiment de dragons.
Succédant à Philippe Leclerc de Hauteclocque, futur Maréchal Leclerc, il est gouverneur du Cameroun français du 12 novembre 1940 au 20 juillet 1943 puis gouverneur général de l'AOF du 13 juillet 1943 au 3 avril 1946,. À ce poste, il approuve le projet du général Marcel Dagnan visant à réprimer les tirailleurs sénégalais qui réclament leurs arriérés de solde au camp de Thiaroye. Le 1er décembre 1944 a lieu le massacre de Thiaroye, qui est prémédité selon Armelle Mabon, fait plusieurs centaines de morts. Il couvre l’action du général Dagnan, notamment en disséminant de fausses informations dans les documents officiels : ainsi, au lieu des 1600 tirailleurs débarqués le 21 novembre, il affirme qu’il n’y en a eu que 1200.
Après le massacre, il fait surveiller les tirailleurs qui ont survécu et sont renvoyés dans leurs foyers. Il demande aux gouverneurs de l’AOF de surveiller leur comportement et de faire procéder au contrôle du courrier et des télégrammes à destination ou en provenance de la métropole.
Dans une note personnelle adressée au ministre des Colonies, Henri Laurentie, résistant et compagnon de la Libération, directeur des affaires politiques au ministère, critique sévèrement l’action du gouverneur.
Les postes qu’il occupe après celui de gouverneur de l’AOF le situent dans une trajectoire descendante, sans qu’on sache si cela est lié au massacre de Thiaroye. Il est rappelé en 1946, nommé Haut-Commissaire dans le Pacifique et aux Nouvelles-Hébrides, puis gouverneur de Nouvelle-Calédonie du 10 mai 1948 au 5 juillet 1951,. Il quitte l’administration en 1951, âgé d’à peine 56 ans, et prend sa retraite.
Il meurt le  29 septembre 1968 à La Bachellerie (Dordogne), où une place porte son nom. Il était le beau-frère de l'administrateur colonial Jacques Gosselin (1897-1953).

## Décorations et hommages

### Décorations
- Officier de la Légion d'honneur
- Compagnon de la Libération par décret du 19 octobre 1944
- Croix de guerre 1914–1918 (3 citations)
- Médaille commémorative de Syrie-Cilicie
- Médaille interalliée de la Victoire
- Officier de l'ordre de l'Étoile noire
- Officier de l'ordre du Nichan el Anouar
- Officier de l'ordre du Nichan el Anouar

### Hommages
- Rue Cournarie dans la commune d'arrondissement de Douala I (Cameroun)
- Rue du Gouverneur général Pierre Cournarie à Terrasson-Lavilledieu (Dordogne).